# Welcome to Fabulous Las Vegas

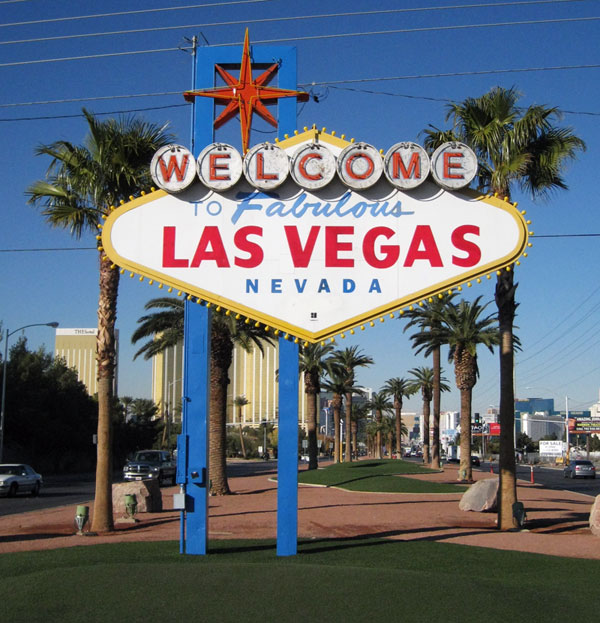
Welcome to Fabulous Las Vegas, Nevada

Het Welcome to Fabulous Las Vegas-teken (Nederlands: Welkom in het fabelachtige Las Vegas) is een beroemd bord in Googie-stijl in de Amerikaanse stad Las Vegas (Nevada). Het werd door Betty Willis ontworpen op vraag van Ted Rogich, een lokale handelaar, en in mei 1959 werden de fondsen voor de oprichting ervan opgehaald. Kort daarna werd het bord door Western Neon geplaatst. Rogich verkocht het aan Clark County.
Het bord bevindt zich op de middenberm van de Las Vegas Boulevard South. Volgens sommigen is het daarmee het officiële zuidelijke einde van de Strip, waarlangs de vele beroemde casino's liggen. In feite bevindt het bord zich zo'n 6,5 km buiten de grenzen van de stad Las Vegas, in de plaats Paradise, maar zowel toeristen als lokale bewoners trekken zich hier weinig van aan en verwijzen vrijweg naar de hele agglomeratie als "Las Vegas".
Sinds 1 mei 2009 staat het Welcome to Fabulous Las Vegas-bord op het National Register of Historic Places.